# Первичный рынок ценных бумаг
Первичный рынок ценных бумаг — рынок, на котором размещаются впервые выпущенные ценные бумаги.
Фактически, первичным рынком называется биржа, на которой размещаются акции или облигации сразу после их выпуска — товар поступает сюда напрямую от производителя.
Основными функциями первичного рынка ценных бумаг являются:
— организация выпуска;
— размещение и учёт;
— поддержание баланса между спросом и предложением.
Покупатели могут самостоятельно решать, как распоряжаться приобретениями: оставить себе для получения дивидендов, или перепродать с целью получения прибыли. При этом начальное распределение акций никогда не бывает окончательным, фактически оно является лишь стартом для дальнейшего движения капитала. Так как большинство инвесторов заинтересованно в динамичном увеличении собственных накоплений, рано или поздно все активы попадают на вторичные торговые площадки. Любой член биржи, купивший недавно выпущенные ценные бумаги, имеет право выставить их на торги (кроме случаев, когда эмитентом оговариваются специальные условия продажи).
Первичное размещение бывает двух видов — частное и публичное.
Частное размещение (англ. private placement). В этом случае пакет ценных бумаг продаётся ограниченному числу лиц (как правило, одному-двум институциональным инвесторам). Особенностью частного размещения является закрытый характер сделки. Никаких требований по раскрытию финансовой документации не предъявляется.
Публичное размещение (англ. public offering) или IPO (initial public offering). Публичное размещение происходит с помощью посредников. Ими могут выступать как биржи, так и институциональные брокеры.

## Участники первичного рынка
Участниками первичного рынка являются следующие лица:
1. Эмитенты. Это организации , предприятия, федеральные органы власти и международные корпорации, которые нуждаются в дополнительных финансовых средствах для реализации своих планов. Государство и местные органы власти выпускают облигации для увеличения ресурсов бюджета, а различным предприятиям необходимы средства для расширения производства, внедрения новых технологий, пополнения основного и оборотного капитала. Абсолютно все эмитенты, выпуская ценные бумаги, формируют их предложение на рынке ценных бумаг.
2. Инвесторы. В отличие от эмитентов, они формируют спрос на ценные бумаги. В качестве инвесторов на первичном рынке ценных бумаг выступают юридические лица, физические лица, предприятия, различные инвестиционные и финансовые структуры, банки, правительственные органы, местные органы власти, население.
3. Помимо инвесторов и эмитентов, на первичном рынке ценных бумаг существуют посредники между эмитентами и инвесторами, которые участвуют в процессе эмиссии и размещения ценных бумаг. К посредникам относятся инвестиционные и коммерческие банки, брокерские и дилерские компании, банкирские дома и другие финансовые организации.[2]